# Kalim

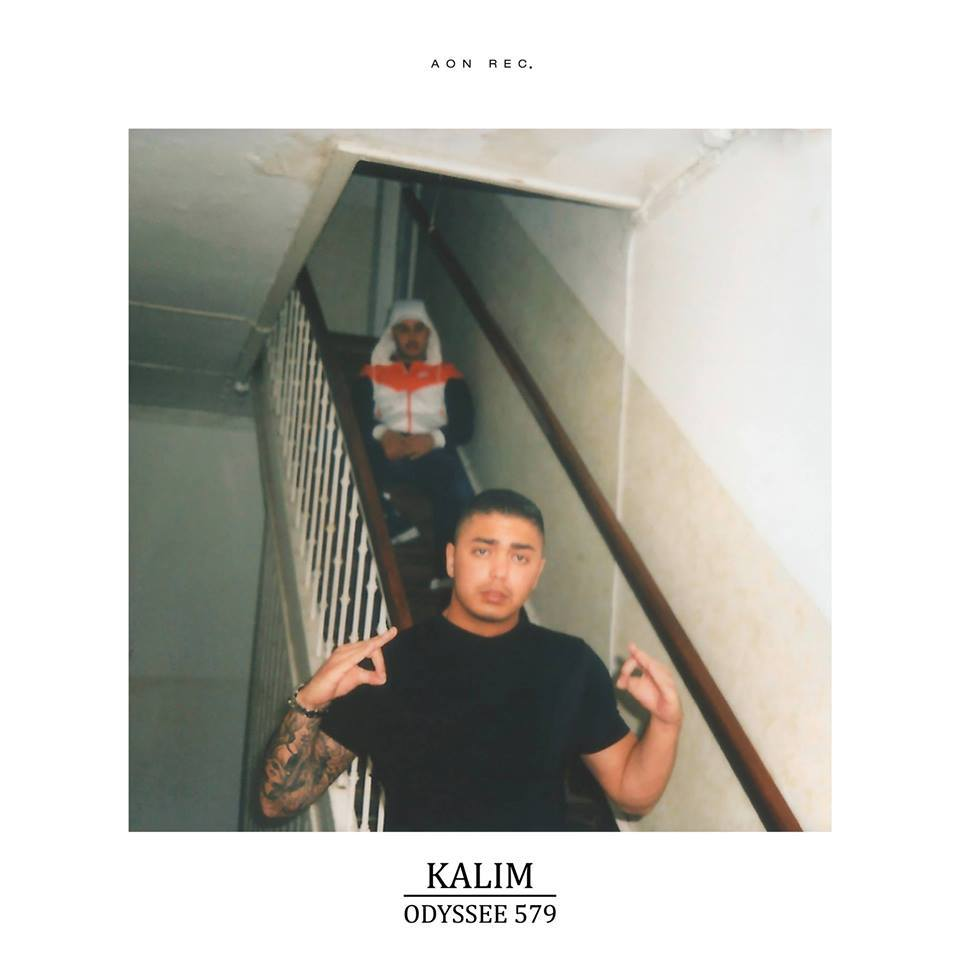
Kalim auf dem Cover zu Odyssee 579

Kalim (* 1992 in Hamburg; bürgerlich Kalim Schamim, Persisch/Paschtu: کلیم شمیم) ist ein deutscher Rapper afghanischer Abstammung. Er steht bei Universal Music unter Vertrag.

## Karriere
Kalim wurde 1992 in Hamburg geboren. Seine Eltern waren zuvor aus dem afghanischen Bürgerkrieg geflohen. Laut eigenen Angaben entstammt er einer „sehr musikalischen Familie“ und kam unter anderem durch seine Verwandtschaft in den USA sowie seinen Cousin, dem Hamburger Musikproduzenten Farhot, schon früh mit Hiphop in Berührung.
Im Alter von 13 Jahren begann Kalim zu rappen, 2011 veröffentlichte er sein erstes Mixtape Wo ich wohn. Damit erregte Kalim die Aufmerksamkeit von SSIOs Bruder Sohail Sadat, der Labelmanager von Alles oder Nix Records war. Rapper und Alles oder Nix-Labelchef Xatar saß zu dieser Zeit noch im Gefängnis. Ende 2011 wurde Kalim dann bei AoN unter Vertrag genommen und veröffentlichte gemeinsam mit Xatar und SSIO die Single AON Spezial.
In der Folgezeit trat Kalim zunächst mit Gastparts auf Songs seiner Labelkollegen in Erscheinung, etwa auf den Alben Nr. 415 von Xatar und BB.U.M.SS.N. von SSIO. Im August 2014 veröffentlichte er das Mixtape Sechs Kronen, das stilistisch stark am Westcoast-Hip-Hop der 90er-Jahre orientiert ist und auf Platz 30 der deutschen Albumcharts einstieg. Am 28. Oktober 2016 erschien sein Debütalbum Odyssee 579, knapp ein Jahr später veröffentlichte er das Album Thronfolger. Auf den beiden Alben arbeitete er unter anderem mit Luciano, Gzuz und Bausa zusammen.
Im August 2018 gab Kalim die Trennung zwischen ihm und Alles oder Nix Records bekannt und betonte im selben Statement, dass man „im Guten“ auseinandergegangen sei und er „den Jungs nur das Beste“ wünsche. Anschließend unterschrieb er einen Vertrag bei Universal Music. Er veröffentlicht seine Musik seitdem dort bei dem Sublabel Urban, welches hauptsächlich für deutschen Rap zuständig ist. Sein Universal-Debüt gab er im Juli 2019 mit seinem Album Null auf Hundert, auf dem unter anderem Luciano, Nimo und Ufo361 gefeatured sind. Am 25. September 2020 erschien Kalims viertes Soloalbum MVP.
Zudem launchte Kalim Ende 2020 sein eigenes Modelabel Traphouse.

## Musikstil
Kalim legt einen hohen Wert auf Soundästhetik und Details in der Produktion. Seine Alben haben immer die Länge von 12 Songs, denn „das ist für ein Album nicht besonders lang, aber ich will es unbedingt vermeiden, auch nur einen einzigen Skip-Song zu veröffentlichen“. Seit Anbeginn seiner Karriere arbeitet Kalim dafür überwiegend mit dem Produzenten Bawer (ehemals David Crates) zusammen.
In seinen Texten verarbeitet Kalim vor allem persönliche Erfahrungen, ohne dabei zu sehr ins Detail zu gehen. Laut eigener Aussage verkaufte er mit 14 Jahren erstmals Drogen, weshalb es sich thematisch viel um das Hamburger Straßenleben dreht. Auch Erfolg, Statussymbole und sozialer Aufstieg spielen in seinen Texten eine Rolle.
Bis zu seinem Debütalbum Odyssee 579 wiesen seine Songs musikalische Ähnlichkeiten zu der Westcoast-Musik auf, inzwischen veröffentlicht Kalim in erster Linie einen traplastigen, modernen Sound.

## Diskografie

### Studioalben
| Jahr | Titel Musiklabel                        | Höchstplatzierung, Gesamtwochen, AuszeichnungChartplatzierungen (Jahr, Titel, Musiklabel, Platzierungen, Wochen, Auszeichnungen, Anmerkungen) | Höchstplatzierung, Gesamtwochen, AuszeichnungChartplatzierungen (Jahr, Titel, Musiklabel, Platzierungen, Wochen, Auszeichnungen, Anmerkungen) | Höchstplatzierung, Gesamtwochen, AuszeichnungChartplatzierungen (Jahr, Titel, Musiklabel, Platzierungen, Wochen, Auszeichnungen, Anmerkungen) | Anmerkungen                              |
| Jahr | Titel Musiklabel                        | DE | AT | CH | Anmerkungen                              |
| ---- | --------------------------------------- | --- | --- | --- | ---------------------------------------- |
| 2016 | Odyssee 579 Alles oder Nix Records      | DE16 (1 Wo.)DE | AT64 (1 Wo.)AT | CH32 (1 Wo.)CH | Erstveröffentlichung: 28. Oktober 2016   |
| 2017 | Thronfolger Alles oder Nix Records      | DE7 (2 Wo.)DE | AT29 (1 Wo.)AT | CH21 (1 Wo.)CH | Erstveröffentlichung: 22. September 2017 |
| 2019 | Null auf Hundert Universal Urban        | DE13 (3 Wo.)DE | AT28 (1 Wo.)AT | CH30 (1 Wo.)CH | Erstveröffentlichung: 4. Juli 2019       |
| 2020 | MVP Universal Urban                     | DE25 (2 Wo.)DE | AT18 (1 Wo.)AT | CH46 (1 Wo.)CH | Erstveröffentlichung: 24. September 2020 |
| 2021 | T.O.T.Y. Universal Urban                | DE18 (3 Wo.)DE | AT13 (2 Wo.)AT | CH17 (1 Wo.)CH | Erstveröffentlichung: 28. Oktober 2021   |
| 2022 | B2B Universal Urban                     | DE39 (1 Wo.)DE | AT54 (1 Wo.)AT | CH35 (1 Wo.)CH | Erstveröffentlichung: 9. Dezember 2022   |
| 2023 | Partys, Pain & Pistolen Universal Urban | DE58 (1 Wo.)DE | — | CH42 (1 Wo.)CH | Erstveröffentlichung: 7. Dezember 2023   |
| 2024 | Nur für meine Augen Universal Urban     | DE28 (1 Wo.)DE | — | CH28 (… Wo.)CH | Erstveröffentlichung: 29. November 2024  |

### Mixtapes
| Jahr | Titel                               | Höchstplatzierung, Gesamtwochen, AuszeichnungChartplatzierungen (Jahr, Titel, Platzierungen, Wochen, Auszeichnungen, Anmerkungen) | Höchstplatzierung, Gesamtwochen, AuszeichnungChartplatzierungen (Jahr, Titel, Platzierungen, Wochen, Auszeichnungen, Anmerkungen) | Höchstplatzierung, Gesamtwochen, AuszeichnungChartplatzierungen (Jahr, Titel, Platzierungen, Wochen, Auszeichnungen, Anmerkungen) | Anmerkungen                           |
| Jahr | Titel                               | DE | AT | CH | Anmerkungen                           |
| ---- | ----------------------------------- | --- | --- | --- | ------------------------------------- |
| 2011 | Wo ich wohn                         | — | — | — | Erstveröffentlichung: 2011            |
| 2014 | Sechs Kronen Alles oder Nix Records | DE30 (1 Wo.)DE | AT49 (1 Wo.)AT | CH32 (1 Wo.)CH | Erstveröffentlichung: 15. August 2014 |

### EPs
| Jahr | Titel                    | Höchstplatzierung, Gesamtwochen, AuszeichnungChartplatzierungen (Jahr, Titel, Platzierungen, Wochen, Auszeichnungen, Anmerkungen) | Höchstplatzierung, Gesamtwochen, AuszeichnungChartplatzierungen (Jahr, Titel, Platzierungen, Wochen, Auszeichnungen, Anmerkungen) | Höchstplatzierung, Gesamtwochen, AuszeichnungChartplatzierungen (Jahr, Titel, Platzierungen, Wochen, Auszeichnungen, Anmerkungen) | Anmerkungen                         |
| Jahr | Titel                    | DE | AT | CH | Anmerkungen                         |
| ---- | ------------------------ | --- | --- | --- | ----------------------------------- |
| 2022 | D.O.T.Y. Universal Urban | — | — | CH92 (1 Wo.)CH | Erstveröffentlichung: 10. Juni 2022 |

### Singles
| Jahr | Titel Album                     | Höchstplatzierung, Gesamtwochen, AuszeichnungChartplatzierungen (Jahr, Titel, Album, Platzierungen, Wochen, Auszeichnungen, Anmerkungen) | Höchstplatzierung, Gesamtwochen, AuszeichnungChartplatzierungen (Jahr, Titel, Album, Platzierungen, Wochen, Auszeichnungen, Anmerkungen) | Höchstplatzierung, Gesamtwochen, AuszeichnungChartplatzierungen (Jahr, Titel, Album, Platzierungen, Wochen, Auszeichnungen, Anmerkungen) | Anmerkungen                                                 |
| Jahr | Titel Album                     | DE | AT | CH | Anmerkungen                                                 |
| --- | ------------------------------- | --- | --- | --- | ----------------------------------------------------------- |
| 2017 | Tresi Thronfolger               | DE93 (1 Wo.)DE | — | — | Erstveröffentlichung: 2017 feat. Luciano                    |
| 2017 | 38 Thronfolger                  | DE82 (1 Wo.)DE | — | — | Erstveröffentlichung: 2017 feat. Gzuz & GriNGO44            |
| 2019 | Kilo Null auf Hundert           | DE35 (1 Wo.)DE | — | — | Erstveröffentlichung: 2019 feat. Luciano                    |
| 2019 | Mbappé Null auf Hundert         | DE98 (1 Wo.)DE | — | — | Erstveröffentlichung: 2019                                  |
| 2019 | Bis um 3 Null auf Hundert       | DE26 (4 Wo.)DE | AT71 (1 Wo.)AT | CH93 (1 Wo.)CH | Erstveröffentlichung: 2019 feat. Nimo                       |
| 2019 | 63 Null auf Hundert             | DE86 (1 Wo.)DE | — | — | Erstveröffentlichung: 2019 feat. Jamule                     |
| 2019 | Lowrider                        | DE15 (4 Wo.)DE | AT40 (2 Wo.)AT | CH47 (1 Wo.)CH | Erstveröffentlichung: 2019 feat. Nimo                       |
| 2020 | Skrr MVP                        | DE8 Gold · (7 Wo.)DE | AT8 (4 Wo.)AT | CH15 (3 Wo.)CH | Erstveröffentlichung: 2020 Verkäufe: + 200.000; mit Ufo361  |
| 2020 | Dopeboy MVP                     | DE30 (2 Wo.)DE | AT54 (1 Wo.)AT | CH78 (1 Wo.)CH | Erstveröffentlichung: 2020                                  |
| 2020 | Lit MVP                         | DE45 (1 Wo.)DE | — | — | Erstveröffentlichung: 2020                                  |
| 2020 | Droptop MVP                     | DE53 (1 Wo.)DE | — | CH98 (1 Wo.)CH | Erstveröffentlichung: 2020                                  |
| 2020 | Baby MVP                        | DE40 (2 Wo.)DE | — | CH96 (1 Wo.)CH | Erstveröffentlichung: 2020                                  |
| 2021 | Pain T.O.T.Y.                   | DE26 (2 Wo.)DE | — | CH60 (1 Wo.)CH | Erstveröffentlichung: 2021                                  |
| 2021 | Bounce T.O.T.Y.                 | DE22 (2 Wo.)DE | AT58 (1 Wo.)AT | CH46 (1 Wo.)CH | Erstveröffentlichung: 2021                                  |
| 2021 | Flyy T.O.T.Y.                   | DE39 (1 Wo.)DE | — | — | Erstveröffentlichung: 2021 feat. Lucio101 & YY              |
| 2021 | Savage T.O.T.Y.                 | DE33 (2 Wo.)DE | — | — | Erstveröffentlichung: 2021 feat. Layla                      |
| 2021 | Ozean T.O.T.Y.                  | DE15 (6 Wo.)DE | AT32 (2 Wo.)AT | CH24 (2 Wo.)CH | Erstveröffentlichung: 2021 feat. Haftbefehl                 |
| 2021 | Blueprint T.O.T.Y.              | DE35 (3 Wo.)DE | — | CH67 (1 Wo.)CH | Erstveröffentlichung: 2021                                  |
| 2021 | Bleib’ über Nacht T.O.T.Y.      | DE8 (5 Wo.)DE | AT16 (3 Wo.)AT | CH14 (4 Wo.)CH | Erstveröffentlichung: 27. Oktober 2021 feat. Luciano        |
| 2022 | Baby (OG) –                     | DE36 (1 Wo.)DE | — | CH91 (1 Wo.)CH | Erstveröffentlichung: 11. Februar 2022 feat. Bawer          |
| 2022 | Doty –                          | DE63 (1 Wo.)DE | — | — | Erstveröffentlichung: 20. Mai 2022                          |
| 2022 | 2 Glocks –                      | DE— aDE | — | — | Erstveröffentlichung: 2. Juni 2022                          |
| 2022 | Freunde von niemand –           | DE79 (1 Wo.)DE | — | — | Erstveröffentlichung: 10. Juni 2022                         |
| 2022 | Uff –                           | DE57 (1 Wo.)DE | — | — | Erstveröffentlichung: 8. September 2022                     |
| 2022 | AirDrop B2B                     | DE55 (1 Wo.)DE | — | CH99 (1 Wo.)CH | Erstveröffentlichung: 6. Oktober 2022                       |
| 2022 | Uber B2B                        | DE23 (2 Wo.)DE | — | CH51 (1 Wo.)CH | Erstveröffentlichung: 20. Oktober 2022 feat. Reezy          |
| 2022 | Tracksuit B2B                   | DE29 (1 Wo.)DE | AT60 (1 Wo.)AT | CH59 (1 Wo.)CH | Erstveröffentlichung: 10. November 2022 feat. Bonez MC      |
| 2022 | Licht brennt B2B                | DE51 (1 Wo.)DE | — | CH85 (1 Wo.)CH | Erstveröffentlichung: 24. November 2022                     |
| 2022 | Wartest du auf mich B2B         | DE— bDE | — | — | Erstveröffentlichung: 1. Dezember 2022                      |
| 2023 | Wraith –                        | DE41 (1 Wo.)DE | — | CH96 (1 Wo.)CH | Erstveröffentlichung: 9. Februar 2023                       |
| 2023 | Airbnb –                        | DE34 (1 Wo.)DE | — | CH92 (1 Wo.)CH | Erstveröffentlichung: 1. Juni 2023                          |
| 2023 | 5ive on It –                    | DE26 (3 Wo.)DE | — | CH39 (1 Wo.)CH | Erstveröffentlichung: 13. Juli 2023                         |
| 2023 | Hustler –                       | DE78 (1 Wo.)DE | — | — | Erstveröffentlichung: 14. September 2023                    |
| 2023 | Fake Love –                     | DE66 (1 Wo.)DE | — | — | Erstveröffentlichung: 12. Oktober 2023 feat. Pajel          |
| 2023 | Fuffies –                       | DE— cDE | — | — | Erstveröffentlichung: 22. November 2023 feat. Badmómzjay    |
| 2024 | Blickys –                       | DE69 (1 Wo.)DE | — | — | Erstveröffentlichung: 10. Mai 2024                          |
| 2024 | Dass du weißt –                 | DE— dDE | — | — | Erstveröffentlichung: 16. Mai 2024 mit Caney030 & Nizi19    |
| 2024 | Black Buffs –                   | DE81 (1 Wo.)DE | — | — | Erstveröffentlichung: 28. Juni 2024 mit Lucio101            |
| 2024 | A-Team –                        | DE— eDE | — | — | Erstveröffentlichung: 13. September 2024 mit Nizi19         |
| 2024 | FR –                            | DE— fDE | — | — | Erstveröffentlichung: 20. September 2024                    |
| 2024 | P-MAG –                         | DE95 (1 Wo.)DE | — | — | Erstveröffentlichung: 22. November 2024 feat. HoodBlaq      |
| 2025 | TP –                            | DE74 (1 Wo.)DE | — | — | Erstveröffentlichung: 24. Januar 2025 mit Nizi19 & Caney030 |
| 2025 | Linea Rossa –                   | DE83 (1 Wo.)DE | — | — | Erstveröffentlichung: 13. Juni 2025 feat. Caney030 & Nizi19 |
| Folgende Lieder erschienen nicht als Single, wurden aber durch das Album zum Download und Streaming bereitgestellt und konnten somit eine Platzierung erlangen: |                                 | | | |                                                             |
| |                                 | | | |                                                             |
| 2020 | Pop Smoke MVP                   | DE— gDE | AT63 (1 Wo.)AT | CH70 (1 Wo.)CH | Charteinstieg: 2020                                         |
| 2021 | Sagrotan T.O.T.Y.               | — | — | CH100 (1 Wo.)CH | Charteinstieg: 7. November 2021 feat. Reezy                 |
| 2024 | Big Stepper Nur für meine Augen | DE68 (1 Wo.)DE | — | CH84 (… Wo.)CH | Charteinstieg: 6. Dezember 2024 feat. Shindy                |

### Gastbeiträge
| Jahr | Titel Album                      | Höchstplatzierung, Gesamtwochen, AuszeichnungChartplatzierungen (Jahr, Titel, Album, Platzierungen, Wochen, Auszeichnungen, Anmerkungen) | Höchstplatzierung, Gesamtwochen, AuszeichnungChartplatzierungen (Jahr, Titel, Album, Platzierungen, Wochen, Auszeichnungen, Anmerkungen) | Höchstplatzierung, Gesamtwochen, AuszeichnungChartplatzierungen (Jahr, Titel, Album, Platzierungen, Wochen, Auszeichnungen, Anmerkungen) | Anmerkungen                                                                    |
| Jahr | Titel Album                      | DE | AT | CH | Anmerkungen                                                                    |
| --- | -------------------------------- | --- | --- | --- | ------------------------------------------------------------------------------ |
| 2021 | Birkin Bag –                     | DE31 (1 Wo.)DE | AT50 (1 Wo.)AT | CH79 (1 Wo.)CH | Erstveröffentlichung: 14. Januar 2021 DJ Jeezy feat. Luciano, Reezy & Kalim    |
| 2021 | In der Hood –                    | DE— hDE | — | — | Erstveröffentlichung: 27. Oktober 2021 Unter Obsi feat. Kalim                  |
| 2022 | Andale –                         | DE26 (2 Wo.)DE | AT59 (1 Wo.)AT | CH82 (1 Wo.)CH | Erstveröffentlichung: 14. Januar 2022 DJ Jeezy feat. Badmómzjay, Bausa & Kalim |
| 2023 | 16 –                             | DE7 (8 Wo.)DE | AT31 (3 Wo.)AT | CH28 (2 Wo.)CH | Erstveröffentlichung: 13. Januar 2023 Pajel feat. Kalim                        |
| 2023 | Mentalité RMX –                  | DE55 (1 Wo.)DE | — | — | Erstveröffentlichung: 28. April 2023 Baby Gang feat. Kalim                     |
| 2025 | Von vorn –                       | DE29 (… Wo.)DE | — | CH54 (1 Wo.)CH | Erstveröffentlichung: 4. Juli 2025 Nimo feat. Kalim                            |
| Folgende Lieder erschienen nicht als Single, wurden aber durch das Album zum Download und Streaming bereitgestellt und konnten somit eine Platzierung erlangen: |                                  | | | |                                                                                |
| |                                  | | | |                                                                                |
| 2018 | Durch die City L.O.C.O.          | DE57 (1 Wo.)DE | — | — | Charteinstieg: 2018 Luciano feat. Kalim & Azzi Memo                            |
| 2021 | Moncler Das neue Album           | — | — | CH90 (1 Wo.)CH | Charteinstieg: 19. September 2021 SSIO feat. Kalim                             |
| 2022 | Sticks & Seeds Loyalty over Love | DE— iDE | — | — | Charteinstieg: 6. Mai 2022 Reezy feat. Kalim                                   |
| 2022 | Blue Cheese Majestic             | DE— jDE | — | — | Charteinstieg: 21. Oktober 2022 Luciano feat. Kalim                            |
| 2024 | 15 Schuss Komboz                 | DE— kDE | — | — | Charteinstieg: 26. Januar 2024 Azad feat. Haftbefehl & Kalim                   |

Weitere Gastbeiträge
- 2011: AON Spezial mit Xatar und SSIO
- 2012: Wieder erreichbar auf Nr. 415 von Xatar (feat. SSIO)
- 2012: Besonderes Aufbauseminar für Drogen und Alkohol auf Spezial Material von SSIO
- 2013: Einbürgerungstest für schwererziehbare Migrantenkinder und Schwarzer Afghane (feat. Obacha) auf BB.U.M.SS.N. von SSIO
- 2015: Justizia auf Baba aller Babas von Xatar
- 2016: Kein Bock auf 0,9 von SSIO
- 2016: Mische für Mische auf Gauna von Nate57
- 2019: Cuban Links auf Millies von Luciano
- 2019: Cash Da auf Nimoriginal von Nimo
- 2019: Lowrider mit Nimo
- 2021: Kein Rental auf Stay High von Ufo361
- 2021: B.A.E. auf Aqua von Luciano
- 2021: Moncler auf Das neue Album von SSIO
- 2022: Blue Cheese auf Majestic von Luciano